# Tổng tuyển cử Vương quốc Liên hiệp Anh và Bắc Ireland 2024
Cuộc tổng tuyển cử Vương quốc Liên hiệp Anh và Bắc Ireland năm 2024 được tổ chức vào thứ Năm, ngày 4 tháng 7 năm 2024, để bầu 650 thành viên vào Viện Thứ dân, là hạ viện của Quốc hội Vương quốc Liên hiệp Anh và Bắc Ireland. Đảng Lao động đối lập do Keir Starmer lãnh đạo đã đánh bại Đảng Bảo thủ cầm quyền do Rishi Sunak lãnh đạo trong một chiến thắng long trời lở đất.

## Kết quả
| Đảng | Đảng                            | Lãnh đạo                   | Nghị sĩ | Nghị sĩ | Nghị sĩ | Tổng hợp phiếu bầu | Tổng hợp phiếu bầu | Tổng hợp phiếu bầu |
| Đảng | Đảng                            | Lãnh đạo                   |         | Tổng    | Tổng    |                    | Tổng               | Tổng               |
| ---- | ------------------------------- | -------------------------- | ------- | ------- | ------- | ------------------ | ------------------ | ------------------ |
|      | Đảng Lao động                   | Keir Starmer               | 411     | 63,2%   |         | 9,704,655          | 33.7%              |                    |
|      | Đảng Bảo thủ                    | Rishi Sunak                | 121     | 18,6%   |         | 6,827,311          | 23.7%              |                    |
|      | Dân chủ Tự do                   | Ed Davey                   | 72      | 11,1%   |         | 3,519,199          | 12.2%              |                    |
|      | Đảng Dân tộc Scotland           | John Swinney               | 9       | 1,4%    |         | 724,758            | 2.5%               |                    |
|      | Sinn Féin                       | Mary Lou McDonald          | 7       | 1,1%    |         | 210,891            | 0.7%               |                    |
|      | Độc lập                         | —                          | 6       | 0,9%    |         | 564,243            | 2.0%               |                    |
|      | Cải cách Vương quốc Anh         | Nigel Farage               | 5       | 0,8%    |         | 4,117,221          | 14.3%              |                    |
|      | Đảng Liên minh Dân chủ          | Gavin Robinson             | 5       | 0,8%    |         | 172,058            | 0.6%               |                    |
|      | Đảng Xanh của Anh và xứ Wales   | Carla Denyer Adrian Ramsay | 4       | 0,6%    |         | 1,841,888          | 6.4%               |                    |
|      | Plaid Cymru                     | Rhun ap Iorwerth           | 4       | 0,6%    |         | 194,811            | 0.7%               |                    |
|      | Đảng Dân chủ Xã hội và Lao động | Colum Eastwood             | 2       | 0,3%    |         | 86,861             | 0.3%               |                    |
|      | Đảng Liên minh Bắc Ireland      | Naomi Long                 | 1       | 0,2%    |         | 117,191            | 0.4%               |                    |
|      | Đảng Liên minh Ulster           | Doug Beattie               | 1       | 0,2%    |         | 94,779             | 0.3%               |                    |
|      | Tiếng nói Đoàn thể Truyền thống | Jim Allister               | 1       | 0,2%    |         | 48,685             | 0.2%               |                    |
|      | Chủ tịch Hạ viện                | Lindsay Hoyle              | 1       | 0,2%    |         | 25,238             | 0.1%               |                    |